# Tiên Sơn, Duy Tiên
Tiên Sơn là một xã thuộc thị xã Duy Tiên, tỉnh Hà Nam, Việt Nam.

## Địa lý
Xã Tiên Sơn nằm ở phía nam thị xã Duy Tiên, có vị trí địa lý:
- Phía đông giáp huyện Bình Lục và huyện Lý Nhân
- Phía tây và phía nam giáp thành phố Phủ Lý
- Phía bắc giáp xã Tiên Ngoại và xã Yên Nam.

Xã Tiên Sơn có diện tích 12,31 km², dân số năm 2018 là 13.932 người, mật độ dân số đạt 1.055 người/km².

## Lịch sử
Địa bàn xã Tiên Sơn hiện nay trước đây vốn là ba xã Châu Sơn, Đọi Sơn, Tiên Phong thuộc huyện Duy Tiên.
Trước khi sáp nhập, xã Đọi Sơn có diện tích 6,43 km², dân số là 7.085 người, mật độ dân số đạt 1.102 người/km², gồm 7 thôn: Đọi Nhất, Đọi Nhì, Đọi Tam, Đọi Tín, Đọi Trung, Đọi Lĩnh, Sơn Hà. Xã Châu Sơn có diện tích 3,52 km², dân số là 3.727 người, mật độ dân số đạt 1.059 người/km², gồm 7 thôn: Lê Xá 1, Lê Xá 2, Lê Xá 3, Thượng, Trung, Thọ Cầu, Câu Tử. Xã Tiên Phong có diện tích 2,36 km², dân số là 3.120 người, mật độ dân số đạt 1.322 người/km²gồm 2 thôn là: Dưỡng Thọ,An Mông.
Ngày 17 tháng 12 năm 2019, Ủy ban Thường vụ Quốc hội ban hành Nghị quyết số 829/NQ-UBTVQH14 về việc sắp xếp các đơn vị hành chính cấp huyện, cấp xã thuộc tỉnh Hà Nam (nghị quyết có hiệu lực từ ngày 1 tháng 1 năm 2020). Theo đó, chuyển huyện Duy Tiên thành thị xã Duy Tiên và sáp nhập toàn bộ diện tích và dân số của ba xã: Châu Sơn, Đọi Sơn và Tiên Phong thành xã Tiên Sơn.

## Văn hóa
Xã Tiên Sơn có nhiều di tích, lễ hội nổi tiếng như:
- Lễ hội Tịch điền Đọi Sơn được tổ chức vào tháng Giêng hàng năm.
- Chùa Long Đọi, một trong những danh thắng nối tiếng nhất của tỉnh Hà Nam.

Núi Đọi cùng với sông Châu Giang (núi Đọi - sông Châu) là cặp biểu tượng danh thắng của tỉnh Hà Nam.
- Đình Lê Xá: di sản văn hóa cấp quốc gia.
- Làng trống Đọi Tam ở thôn Đọi Tam.
- Đặc sản gà móng